# Jaibing

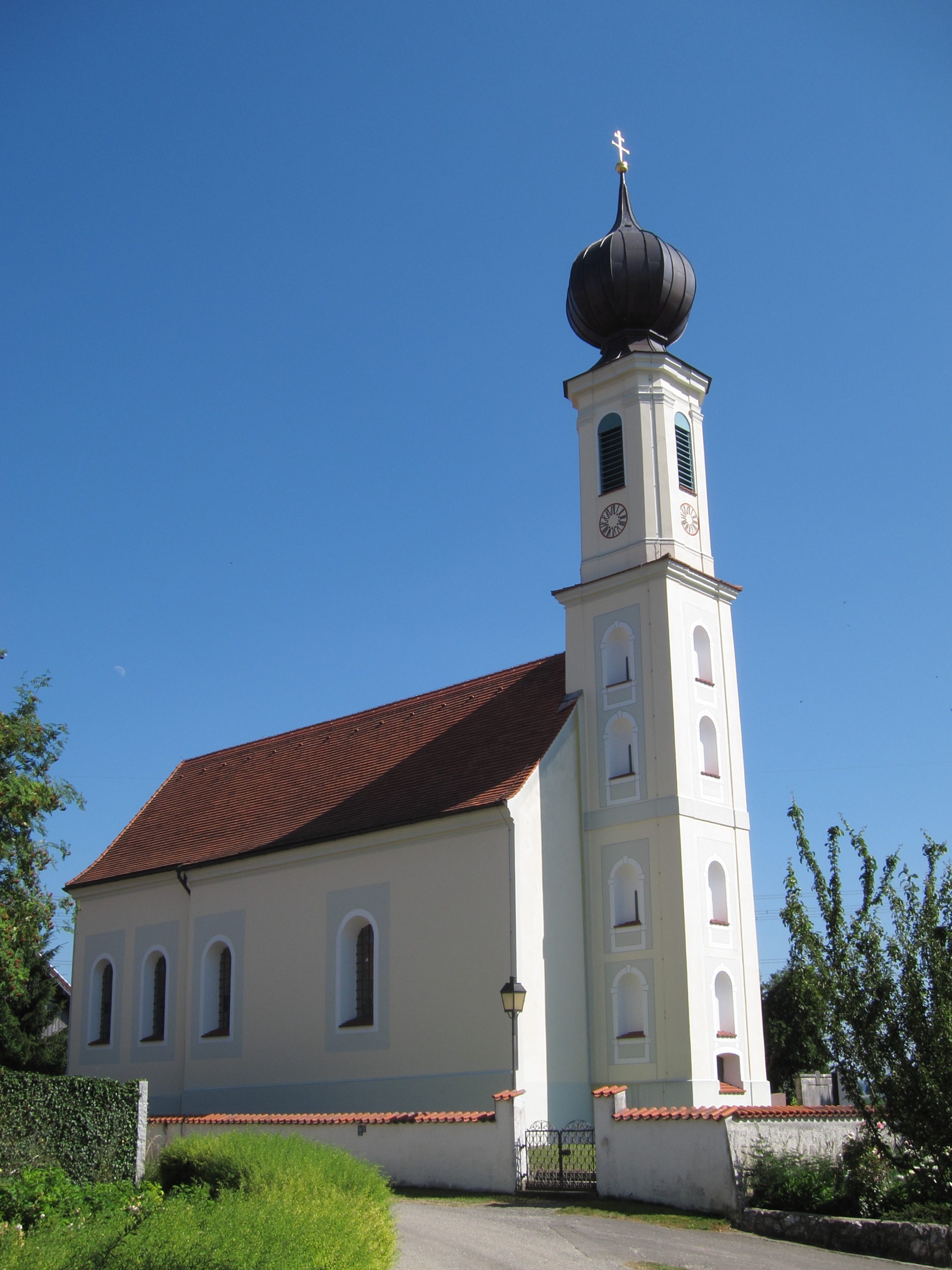
St. Johannes der Täufer

Jaibing, ein stattlicher Kirchweiler, ist ein Gemeindeteil der Stadt Dorfen im oberbayrischen Landkreis Erding. 

## Lage
Der Ort liegt westlich, direkt an der B 15 zwischen Taufkirchen und Dorfen. Jaibing wurde 1006/1022 unter dem Namen Jacobinga erstmals erwähnt. Im Mittelalter und zu Beginn der frühen Neuzeit gehörte er zum Kastenamt Landshut und musste diesem seine Abgaben zahlen. Der Weiler war bis zur bayrischen Gebietsreform 1972 in der ehemaligen Gemeinde Eibach gelegen. Südwestlich etwa 150 m entfernt liegt das große Hofgut Pemberg.

## Sakralbauten
Kirche Johannes der Täufer. Der Bau mit einem 4-jochigen Langhaus und einem eingezogenen 2-jochigen Chor (mit ⅜-Abschluss) ist spätgotisch, wie sich bei der letzten Renovierung zeigte. 1761 erhielt sie bei einem Umbau durch Johann Baptist Lethner einen neuen Rokokoturm und eine Innenausgestaltung im selben Stil. Die alten Altarbauten von Matthias Fackler wurden 1865 (Seitenaltäre) bzw. 1897 (Hochaltar) wegen Wurmstichigkeit entfernt und durch Neubarockaltäre nach Elsner-Entwürfen 1897/1907 ersetzt, auf denen einiges von den alten bestückt wurde.
Silverakapelle. Unterhalb von Dürneibach, an dem Weg nach Jaibing, liegt die stattliche 8 m lange, oberhalb einer Quelle in Brunnenfassung, 1891 erbaute Maria Hilf-Kapelle. Im Westen sitzt ein Zeltdach-Dachreiter. Im einfachen Altar mit ausgesägter Ornamentik verziert, hängt in der Mittelnische zwischen blau gestrichenen Säulen  das Maria-Hilf-Bild.